# 폐재틈천관
《폐재틈천관》(중국어 간체자: 废财闯天关, 정체자: 廢財闖天關, 병음: Fèi cái chuǎng tiān guān 페이차이촹톈관[*], Here Comes Fortune Star 히어 컴스 포텐 스타[*])은 2020년 방송되었던 타이완의 텔레비전 드라마이다.